# Svanesund
Svanesund is een plaats in de gemeente Orust in het landschap Bohuslän en de provincie Västra Götalands län in Zweden. De plaats heeft 1334 inwoners (2005) en een oppervlakte van 145 hectare.